# 腺叶暗罗
腺叶暗罗（学名：Polyalthia simiarum）为番荔枝科暗罗属的植物。分布于泰国、柬埔寨、老挝、印度、越南、缅甸以及中国大陆的云南等地，生长于海拔600米至1,200米的地区，多生长于山地密林中，目前尚未由人工引种栽培。